# Apanteles peridoneus
Apanteles peridoneus är en stekelart som beskrevs av Papp 1974. Apanteles peridoneus ingår i släktet Apanteles och familjen bracksteklar. Inga underarter finns listade i Catalogue of Life.